# Hanchinal, Hukeri
Hanchinal là một làng thuộc tehsil Hukeri, huyện Belgaum, bang Karnataka, Ấn Độ.